# Etchegaray (pelote basque)
Pour les articles homonymes, voir Etchegaray.
Etchegaray est un joueur français de pelote basque. 

## Biographie
Etchegaray s'inscrit à l'épreuve de pelote basque aux Jeux olympiques d'été de 1900 à Paris en compagnie de Maurice Durquetty. Ils se retirent de la compétition et le premier prix est attribué à l'équipe espagnole, qui est la seule autre inscrite. Etchegaray et Durquetty sont considérés comme les médaillés d'argent